# کیرین چاوانوونگ
کیرین چاوانوونگ (انگلیسی: Kirin Chavanwong؛ زادهٔ ۱۹۳۱) بازیکن بسکتبال اهل تایلند است. وی در بازی‌های المپیک تابستانی ۱۹۵۶ شرکت کرده‌است.